# Decolya inexspectata
Decolya inexspectata är en insektsart som beskrevs av Lucien Chopard 1957. Decolya inexspectata ingår i släktet Decolya och familjen vårtbitare. Inga underarter finns listade i Catalogue of Life.